# Phrixosceles literaria
Phrixosceles literaria är en fjärilsart som beskrevs av Edward Meyrick 1908. Phrixosceles literaria ingår i släktet Phrixosceles och familjen styltmalar.
Artens utbredningsområde är Sri Lanka. Inga underarter finns listade i Catalogue of Life.